# Góry pokryte zielenią
Góry pokryte zielenią (tyt. oryg. Malet me blerim mbuluar) – albański film fabularny z roku 1971 w reżyserii Dhimitra Anagnosti.

## Opis fabuły
Akcja filmu rozgrywa się w roku 1943, w czasie niemieckiej okupacji Albanii. Partyzant Jaho Cani, wraz z mały Zenelem i włoskim lekarzem Pelicelim niosą na noszach do szpitala partyzanckiego ranną Lilę. Szczególną troskę o ranną wykazuje Jaho. Grupa znajduje schronienie w domu Safy, w noc po weselu jego córki. Pan młody biesiaduje z przybyszami. Stan Lily się pogarsza i konieczna jest amputacja nogi.
Film realizowano w Korczy.

## Obsada
- Yllka Mujo jako Lilo Labja
- Timo Flloko jako Kabo Dalipi
- Viktor Zhysti jako Jaho Cani
- Kadri Roshi jako Safa Ymeri
- Vangjush Furxhi jako włoski lekarz Pelicelli
- Agim Mujo jako Zenel
- Mevlan Shanaj jako Birçja
- Vangjel Heba jako Aliu
- Ferial Alibali jako żona Safy Ymeriego
- Myqerem Ferra
- Liza Laska
- Niko Kanxheri
- Kristaq Kola
- Bernard Kokalari
- Piro Mani